# Yūichi Maruyama
Yūichi Maruyama (jap. 丸山 祐市, Maruyama Yūichi; * 16. Juni 1989 in Setagaya) ist ein japanischer Fußballspieler.

## Karriere

### Verein
Maruyama spielte in der Jugend für die Meiji-Universität. Er begann seine Karriere bei FC Tokyo, wo er von 2012 bis 2018 spielte. 2014 wurde er an den Zweitligisten Shonan Bellmare verliehen. Im Juli 2018 folgte dann der Wechsel zum Erstligisten Nagoya Grampus. Am 30. Oktober 2021 stand er mit Nagoya im Finale des J. League Cup. Das Finale gegen Cerezo Osaka gewann man mit 2:0. Nach 138 Ligaspielen wechselte er im Januar 2024 zum ebenfalls in der ersten Liga spielenden Kawasaki Frontale. Am 17. Februar 2024 gewann der mit Frontale den Supercup. Das Spiel gegen den Meister Vissel Kōbe wurde mit 1:0 gewonnen. Am 3. Mai 2025 stand er mit Frontale im Finale der AFC Champions League Elite. Hier musste man sich jedoch dem saudi-arabischen Vertreter al-Ahli mit 2:0 geschlagen geben.

### Nationalmannschaft
Im Jahr 2016 debütierte Maruyama für die japanische Fußballnationalmannschaft. Er hat insgesamt zwei Länderspiele für Japan bestritten.

## Erfolge
Nagoya Grampus
- J.League Cup: 2021

Kawasaki Frontale
- Japanischer Supercup-Sieger: 2024
- AFC Champions League Elite-Finalist: 2024/25